# Lebsa del Joher
 (janvier 2015).
Si vous disposez d'ouvrages ou d'articles de référence ou si vous connaissez des sites web de qualité traitant du thème abordé ici, merci de compléter l'article en donnant les références utiles à sa vérifiabilité et en les liant à la section « Notes et références ».
 (février 2014).
Lebsa del joher (en français, « la tenue des perles »), ou chedda fassia est une des tenues traditionnelles de la mariée de Fès au Maroc. 
C'est l’abondance des perles qui donne le nom à cette tenue, portée traditionnellement pour doura dial Mida. Doura dial lmida, c'est lorsque les marieuses, Negaguef, portent la mariée sur leurs épaules dans une table (mida) à rebord hissé parée d'étoffes brodées, et lui font faire le tour du patio, au son de la musique andalouse. 

La tenue est composée de : 
Seroual : Pantalon brodé

Tchamir : Chemise brodée

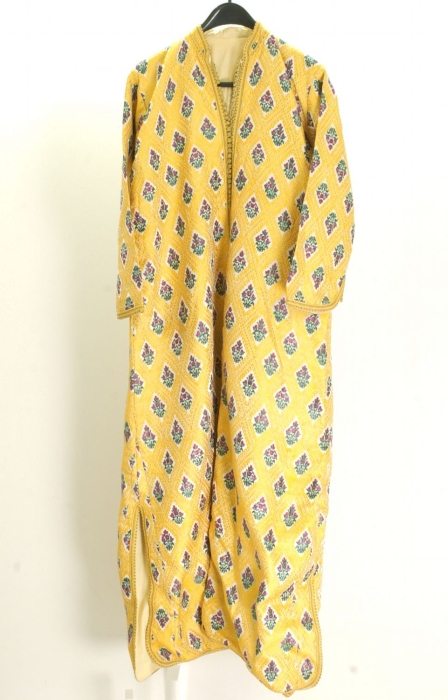
Le caftan en brocard porté par la mariée de Fès

Caftan en brocard (du nom de Khrib, Deniyajat ou Bahja)

Nouassi : deux longues bandes brodées de fil d'or et de petites perles blanches qui descendent à gauche et à droite du buste. 

Taj : Diadème

Zrayer : Perles à mailles carrées

Khit Errih : Petit bijou de front, fait avec des perles aussi. C'est sur kheyt errih, ou juste en dessous, que le marié embrasse la mariée lors de la doura. 

Plastron : C'est sur le plastron qu'est fixé lebba (collier) à cinq pendeloques, ainsi que des enfilades multiples de perles (mdayej) séparées par des boules vertes. 